# Proyecto Deimos

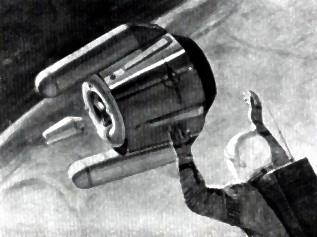
Acoplamiento entre el MEM y el Rombus en órbita marciana, observado por un astronauta.

El proyecto Deimos fue un proyecto ideado por Philip Bono a mediados de los años 1960 para una expedición a Marte y que nunca fue llevado a cabo. Habría utilizado el cohete Rombus de una sola etapa (también ideado por Bono) para ponerse en órbita terrestre y, tras ser repostado, iniciar el viaje a Marte. Habría llevado a una tripulación de seis astronautas.
El Rombus necesario para el viaje a Marte habría necesitado algunas modificaciones, como el añadido de un par de pequeños reactores nucleares para proporcionar energía auxiliar (no para propulsión). El módulo tripulado consistiría en un módulo toroidal que albergaría 6300 kg de comida, oxígeno y agua (1,27 kg de suministros por día y persona).
Tras el lanzamiento a una órbita terrestre de 323 km de altura la masa del Rombus habría sido de casi 4000 toneladas. La maniobra de encendido del cohete para la inyección en órbita hacia Marte fue planeada por Bono para mayo de 1986, y en ella se habrían usado cuatro tanques que una vez vacíos se habrían desechado. El viaje de crucero habría durado 200 días, tras los cuales el Rombus habría encendido sus motores para frenar en una órbita alrededor de Marte de 555 km de altura. La nave habría reducido su masa a 984 toneladas tras la eyección de otro par de tanques de propelente utilizado en la inserción orbital.
La expedición a la superficie de Marte, formada por tres astronautas, partiría a la superficie en el Módulo de Excursión Marciana (Mars Excursion Module, MEM), una nave de forma cónica y 25 toneladas de masa. Los sistemas del MEM permitirían una estancia relativamente breve, de unos 20 días, en la superficie marciana, pero sucesivas expediciones podrían permanecer más tiempo gracias a los suministros y carga diversa transportada por las primeras misiones. Tras explorar la superficie, los tres astronautas volverían al Rombus en un módulo de despegue propulsado por un motor RL-10.

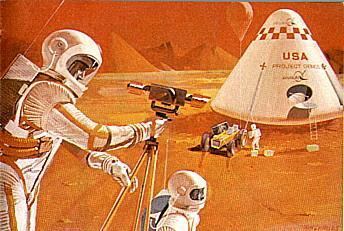
Base en la superficie de Marte, con el MEM al fondo.

El regreso tendría lugar 280 días después de la llegada a la órbita marciana, utilizando el propelente almacenado en los dos restantes tanques desechables que habría llevado el Rombus. El vehículo vacío (con una masa de 340 toneladas) aterrizaría directamente en la Tierra 330 días tras su partida de Marte. El tiempo total de la misión habría sido de 830 días.

## Especificaciones
- Propelentes: oxígeno líquido e hidrógeno líquido
- Tripulación: 6 astronautas
- Tiempo total de vuelo (ida, estancia y vuelta): 830 días